# 加登阿克里斯 (印地安納州)
加登阿克里斯（英語：Garden Acres）是位於美國印地安納州門羅縣的一個非建制地區。該地的面積和人口皆未知。